# Elterlein

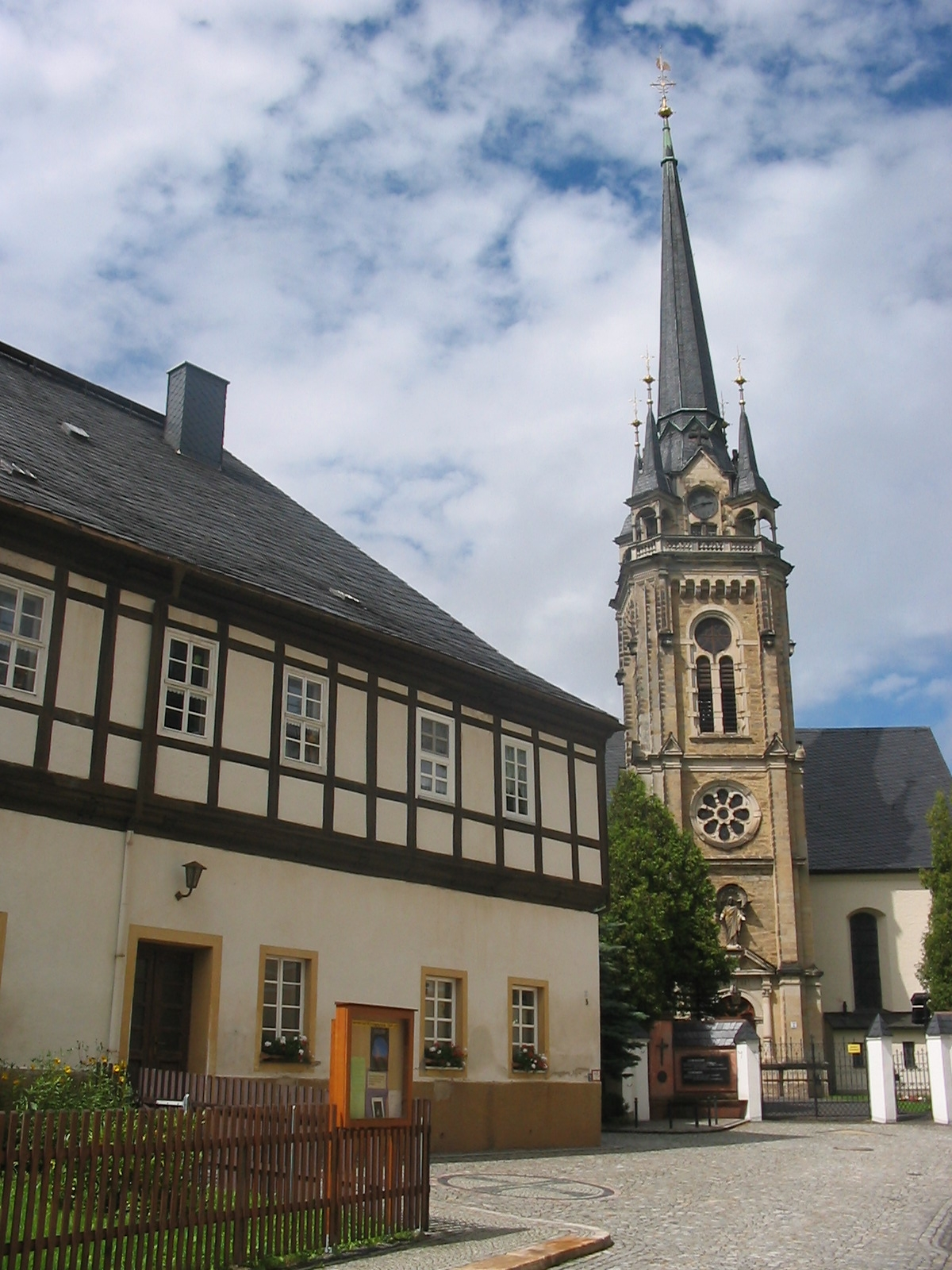
St.-Laurentius-Kirche in Elterlein mit Pfarrhaus

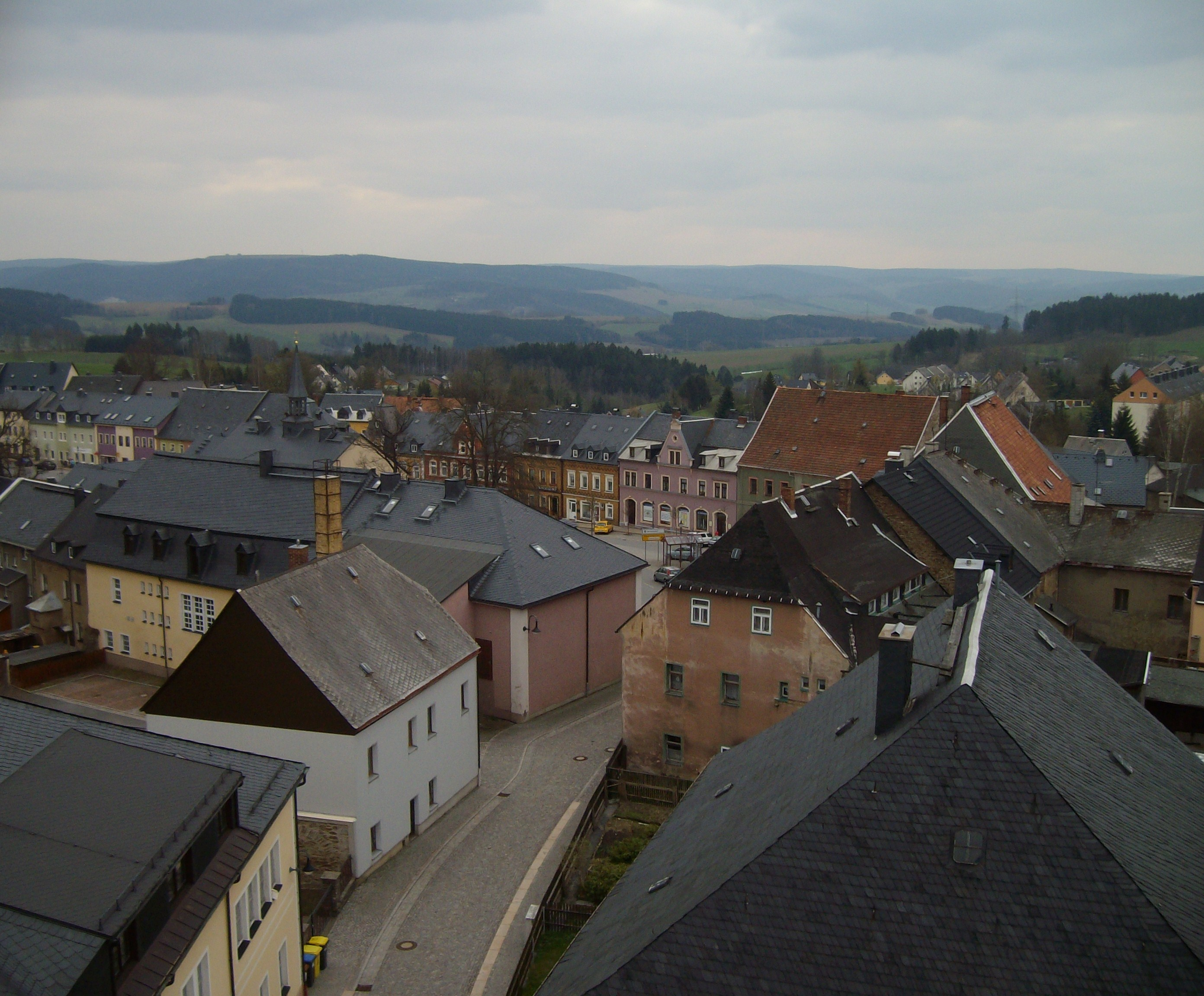
Blick auf den Marktplatz von der St.-Laurentius-Kirche

Elterlein, in der lokalen Mundart „Alterle“ genannt, ist eine erzgebirgische Kleinstadt im Erzgebirgskreis in Sachsen.

## Geografie

### Lage
Elterlein liegt im Erzgebirge. Die Stadt breitet sich sternförmig aus. Zentrum ist der auf einem Hochplateau liegende Marktplatz. Die Ausbreitung erfolgt ansteigend in Richtung Schatzenstein und nach drei Seiten abfallend bis an die den Ort umgebenden Auen am Schlangengraben und Schwarzbach.

### Ortsteile

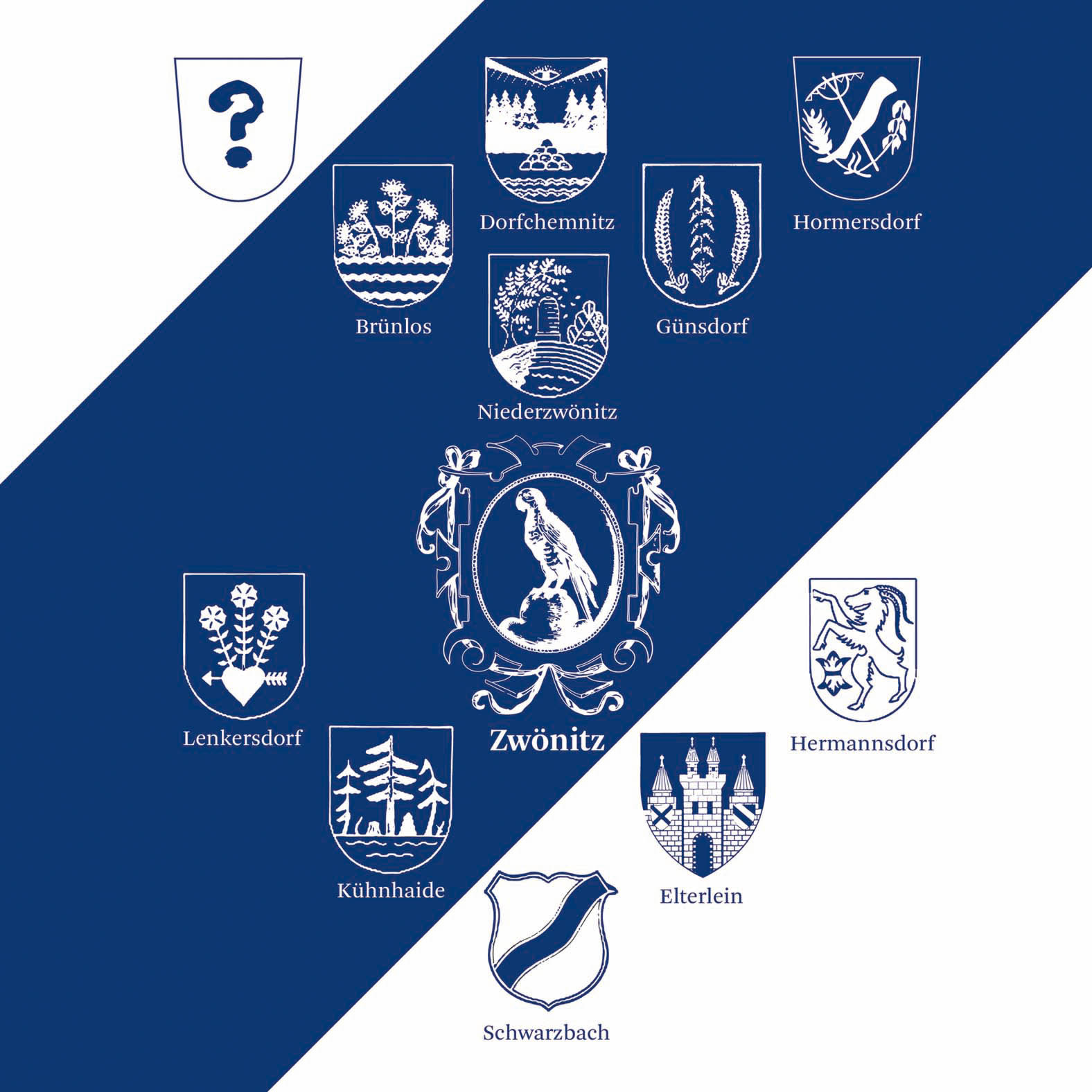
Elterlein und seine Ortsteile mit der Verwaltungsgemeinschaft Zwönitz-Elterlein

Die Stadt Elterlein besteht seit der Eingemeindung von Schwarzbach im Jahr 1996 aus zwei und seit der Eingemeindung von Hermannsdorf im Jahr 1999 aus drei Ortsteilen. Das an der Staatsstraße 258 zwischen Elterlein und Zwönitz gelegene Burgstädtel bildet keinen eigenen Ortsteil.

### Nachbargemeinden
Im Norden grenzen die Städte Zwönitz und Geyer sowie die Gemeinde Tannenberg an Elterlein. Im Osten sind es die Stadt Schlettau, im Süden die Stadt Scheibenberg sowie die Gemeinde Raschau-Markersbach und im Westen die Stadt Grünhain-Beierfeld.

### Höchste Erhebung
Die mit 760 m höchste Erhebung auf dem Gebiet der Stadt ist der unmittelbar nordwestlich von Elterlein, an den Gemeindegrenzen zu Zwönitz und Grünhain-Beierfeld im Grünhainer Wald gelegene Schatzenstein.

## Geschichte

### Elterlein
Der Ort lag im Mittelalter an einem wichtigen Handelsweg zwischen Halle und Prag, der Salzstraße über den Preßnitzer Pass. Der Name Elterlein wird meist von Altarlein, also einem kleinen Altar an diesem Weg, abgeleitet. Erstmals wurde das Elterlein 1406 urkundlich erwähnt. Angaben, wonach der Ort bereits 1118 bestand, sind nicht belegt. Auch die Ersterwähnung als Stadt ist erst für 1483 schriftlich belegt, als Kurfürst Albrecht und Herzog Ernst auf Bitten von Ernst von Schönburg die Privilegien der Stadt bestätigten, nachdem die vorher verliehenen Privilegien verbrannt waren.
Elterlein gewann zur Zeit des Großen Berggeschreys durch den im Erzgebirge aufblühenden Bergbau rasch an Bedeutung. Um 1500 besaß die Stadt ein eigenes Bergamt für seine Zechen. Mitte des 19. Jahrhunderts ging der Bergbau, wie in der gesamten Region, auch in Elterlein zurück und wurde eingestellt. Doch noch heute sind zahlreiche Zeugnisse des Altbergbaus zu finden. Neben Stollen-Mundlöchern, Halden und Tagebrüchen, der idyllisch gelegene Schwarze Teich, der Ende des 16. Jahrhunderts zusammen mit dem künstlichen Steingraben zum Betrieb einer Zeche angelegt wurde.
Durch den Bergbau entstanden schon früh verarbeitende Gewerbe wie Mühlen, Hammer- und Hüttenwerke. Während der Industrialisierung war Elterlein im März 1848 neben Mittweida ein Schauplatz des Nagelschmiedeaufstands. Dieser richtete sich gegen neue Fabriken, mit denen die Nagelschmiede als Handwerker und Kleinstunternehmer im freien Wettbewerb nicht konkurrieren konnten und daher durch diese ihre Erwerbsgrundlagen bedroht sahen. In Elterlein wurde von den Aufständischen die Leinbrocksche Fabrik gestürmt.
Durch mehrere ausgedehnte Stadtbrände in den Jahren 1662, 1676, 1719, 1861 und 1868 wurde Elterlein oft schwer zerstört.

### Schwarzbach
Im Jahr 1240 ist das Waldhufendorf Schwarzbach erstmals in einer Übereignungsurkunde an das Kloster Grünhain urkundlich erwähnt.
Der Ort wurde am 1. April 1996 eingemeindet.

### Hermannsdorf
Hermannsdorf ist ein vermutlich um 1200 besiedeltes und 1460 erstmals urkundlich erwähntes Waldhufendorf. Auch hier prägte bis ins Jahr 1873, neben der Landwirtschaft, besonders der Bergbau über Jahrhunderte das Leben und hinterließ sichtbare Zeichen wie den Seifengrund mit zwei mächtigen Raithalden.
Der Ort wurde am 1. Januar 1999 eingemeindet.

### Burganlagen nahe Elterlein
- Hermannsburg im Ortsteil Hermannsdorf. Die Anlage befand sich etwa 1 Kilometer nördlich von Hermannsdorf am Ost-Ende der Singer- oder Sommersteine. Geringe Mauerreste erhalten.
- „Quedlinburg“, vermutlich komplett abgegangene Burganlage. Die Quedlinburg wird nordwestlich von Elterlein auf einem Drittel der Strecke von Elterlein nach Zwönitz und westlich von Geyer eingezeichnet auf der Karte der „AltenGrafschaft Hartenstein“ für das Jahr 1406, des Historikers Leo Bönhoff. Es soll sich bei der Quedlinburg neben den Burgen Hartenstein und Wildenfels um eine der drei Hauptburgen dieser Grafschaft und um die einzige Burg im oberen Teil der Grafschaft Hartenstein- gehandelt haben. Zu der Burg oder Burgstelle werden in der genannten Quelle[6] keine weiteren Angaben gemacht. Ein möglicher Standort dieser Burg könnte der ebenfalls nordöstlich von Elterlein gelegene Schatzenstein gewesen sein.

Der Name des Weilers Burgstädtel ist ein weiterer Hinweis auf die abgegangene Burg Quedlinburg.
Siehe dazu auch: Burgstädtel (Elterlein)#Geschichte.

### Einwohnerentwicklung
Am 3. Oktober 1990 zählte Elterlein 3668 Einwohner.
Folgende Einwohnerzahlen beziehen sich auf den 31. Dezember des voranstehenden Jahres:
| 1993 bis 1997 - 1993: 3.508 - 1994: 3.512 - 1995: 3.520 - 1996: 3.515 - 1997: 3.504 | 1998 bis 2002 - 1998: 3.508 - 1999: 3.498 - 2000: 3.487 - 2001: 3.435 - 2002: 3.378 | 2003 bis 2007 - 2003: 3.330 - 2004: 3.290 - 2005: 3.256 - 2006: 3.217 - 2007: 3.159 | ab 2009 - 2009: 3.098 - 2012: 3.048 - 2013: 3.005 - 2019: 2.849 |

Quelle: Statistisches Landesamt des Freistaates Sachsen

## Politik
- WVGE: 4
- BE: 4
- CDU: 3
- AfD: 3

### Stadtrat
Seit der Stadtratswahl am 9. Juni 2024 verteilen sich die 14 Sitze des Stadtrates folgendermaßen auf die einzelnen Gruppierungen:
- Wählervereinigung „Gemeinsam für die Stadt Elterlein“ (WVGE): 4 Sitze

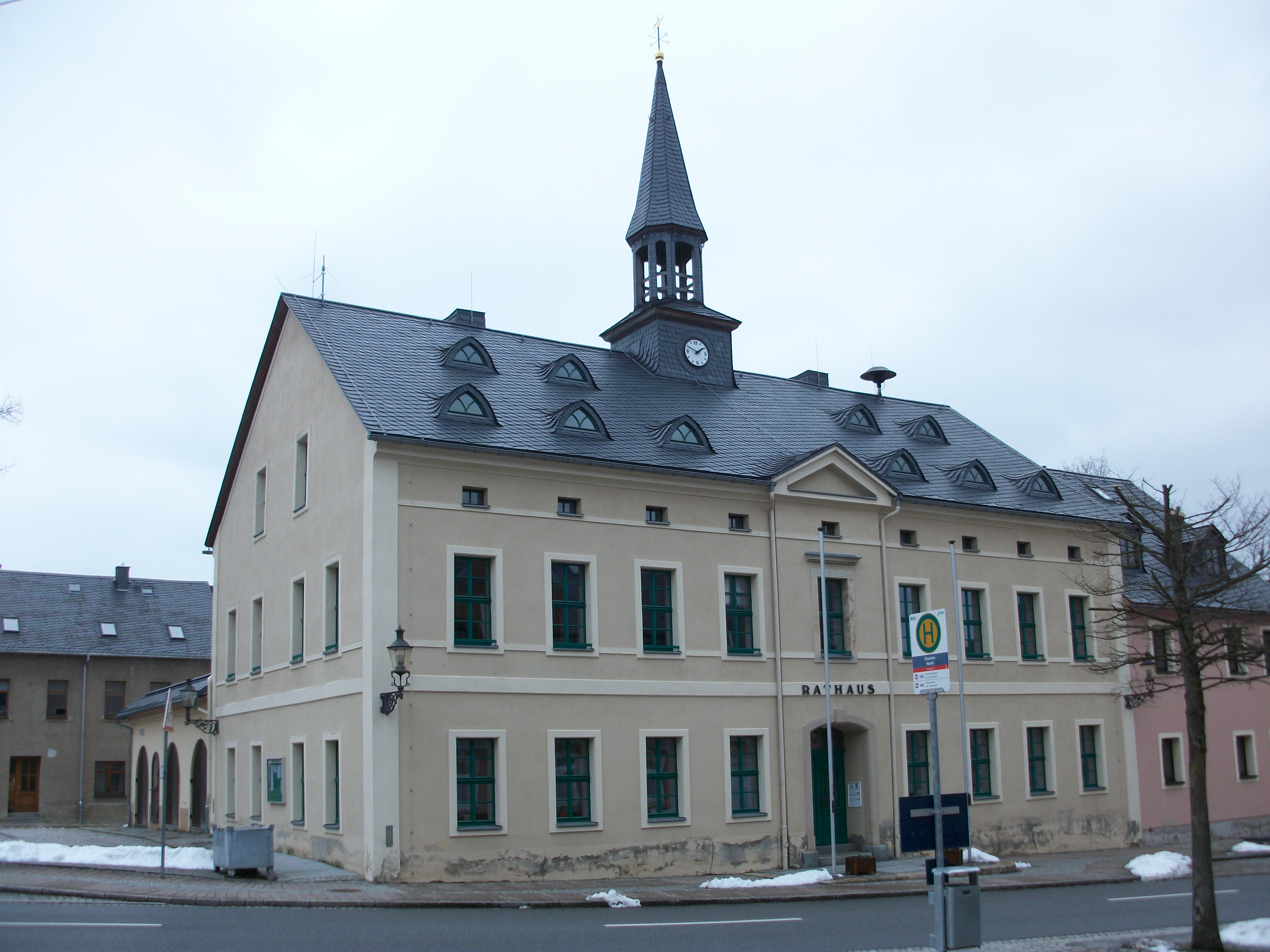
Rathaus Elterlein

- Bündnis Elterlein: 4 Sitze
- AfD: 3 Sitze
- CDU: 3 Sitze

| Liste                                                 | 2024   | 2024   | 2019   | 2019   | 2014   | 2014   |
| Liste                                                 | Sitze  | in %   | Sitze  | in %   | Sitze  | in %   |
| ----------------------------------------------------- | ------ | ------ | ------ | ------ | ------ | ------ |
| Wählervereinigung „Gemeinsam für die Stadt Elterlein“ | 4      | 28,3   | 6      | 42,0   | 2      | 12,5   |
| Bündnis Elterlein                                     | 4      | 27,5   | –      | –      | –      | –      |
| AfD                                                   | 3      | 23,8   | 2      | 18,7   | –      | –      |
| CDU                                                   | 3      | 20,3   | 6      | 39,9   | 8      | 43,7   |
| Freie Wählergemeinschaft Hermansdorf                  | –      | –      | –      | –      | 3      | 17,5   |
| Wählervereinigung Schwarzbach                         | –      | –      | –      | –      | 2      | 10,6   |
| FWBF                                                  | –      | –      | –      | –      | 1      | 7,6    |
| Pro Elterlein                                         | –      | –      | –      | –      | –      | 3,7    |
| Wahlbeteiligung                                       | 74,7 % | 74,7 % | 71,1 % | 71,1 % | 68,4 % | 68,4 % |

### Bürgermeister
Karl Weinhold (CDU) war von 1990 bis 2009 hauptamtlicher Bürgermeister der Stadt Elterlein. Anschließend hatte Siegbert Ullrich (Freie Wähler Hermannsdorf) das Amt des ehrenamtlichen Bürgermeisters inne, bis er es im März 2016 aus gesundheitlichen Gründen niederlegte. Seit Januar 2015 führt sein ehemaliger Stellvertreter Jörg Hartmann die Amtsgeschäfte.
Im Juli 2016 wurde Hartmann (parteilos) zum Bürgermeister gewählt und führte das Amt bis 2023. Am 11. Juni 2023 wurde im ersten Wahlgang Annette Ficker zur neuen Bürgermeisterin gewählt.
| Wahl | Bürgermeister    | Vorschlag      | Wahlergebnis (in %) |
| ---- | ---------------- | -------------- | ------------------- |
| 2023 | Annette Ficker   | WV „Gemeinsam“ | 52,8                |
| 2016 | Jörg Hartmann    | Hartmann       | 58,7                |
| 2009 | Siegbert Ullrich | FWGH           | 58,0                |
| 2002 | Karl Weinhold    | CDU            | 61,7                |
| 1994 | Karl Weinhold    | CDU            | 57,1                |

### Wappen
Die Stadt Elterlein führt ein Wappen mit folgender Beschreibung
„In Schwarz unten anstoßende gefugte goldene Mauer mit hohem viergezinnten Torbau mit offenem Tor und zwei offenen Fenstern, hinter dessen Zinnen zwei kleine rotbedachte Türme hervorragen; beiderseits des Torbaus je ein goldener Turm mit gefugtem Mauerwerk und rotem Spitzdach; der rechte Turm belegt mit einem goldenen Schild, worin ein durchgehendes schwarzes Andreaskreuz, der linke Turm belegt mit einem dreimal schrägrechts in Rot und Silber geteilten Schild.“

### Verwaltungsgemeinschaft
Elterlein ist seit dem 1. Januar 2009 Mitglied der Verwaltungsgemeinschaft Zwönitz, in der Zwönitz die erfüllende Gemeinde ist. Zuvor war die Stadt Mitglied der Verwaltungsgemeinschaft Geyer.

### Partnerstädte
Seit dem 14. September 2004 gibt es eine offizielle Städtepartnerschaft mit der Gemeinde Belm in Niedersachsen, die auf ersten Kontakten in den 1950er Jahren basiert. Seit 1953 bestehen Verbindungen zur Gemeinde Remshalden in Baden-Württemberg, die 2003 ebenfalls durch eine offizielle Partnerschaft besiegelt wurden.

## Religion
Mit denen der St.-Laurentius-Kirche Elterlein, der St.-Michaelis-Kirche Hermannsdorf und der Dorfkirche Schwarzbach gibt es drei Gemeinden der Evangelisch-Lutherischen Landeskirche. Innerhalb der Evangelischen Landeskirche gibt es zudem die Landeskirchliche Gemeinschaft und im Ortsteil Elterlein hat eine Gemeinde der Evangelisch-methodistischen Kirche ihren Kirchsaal.

## Bildung

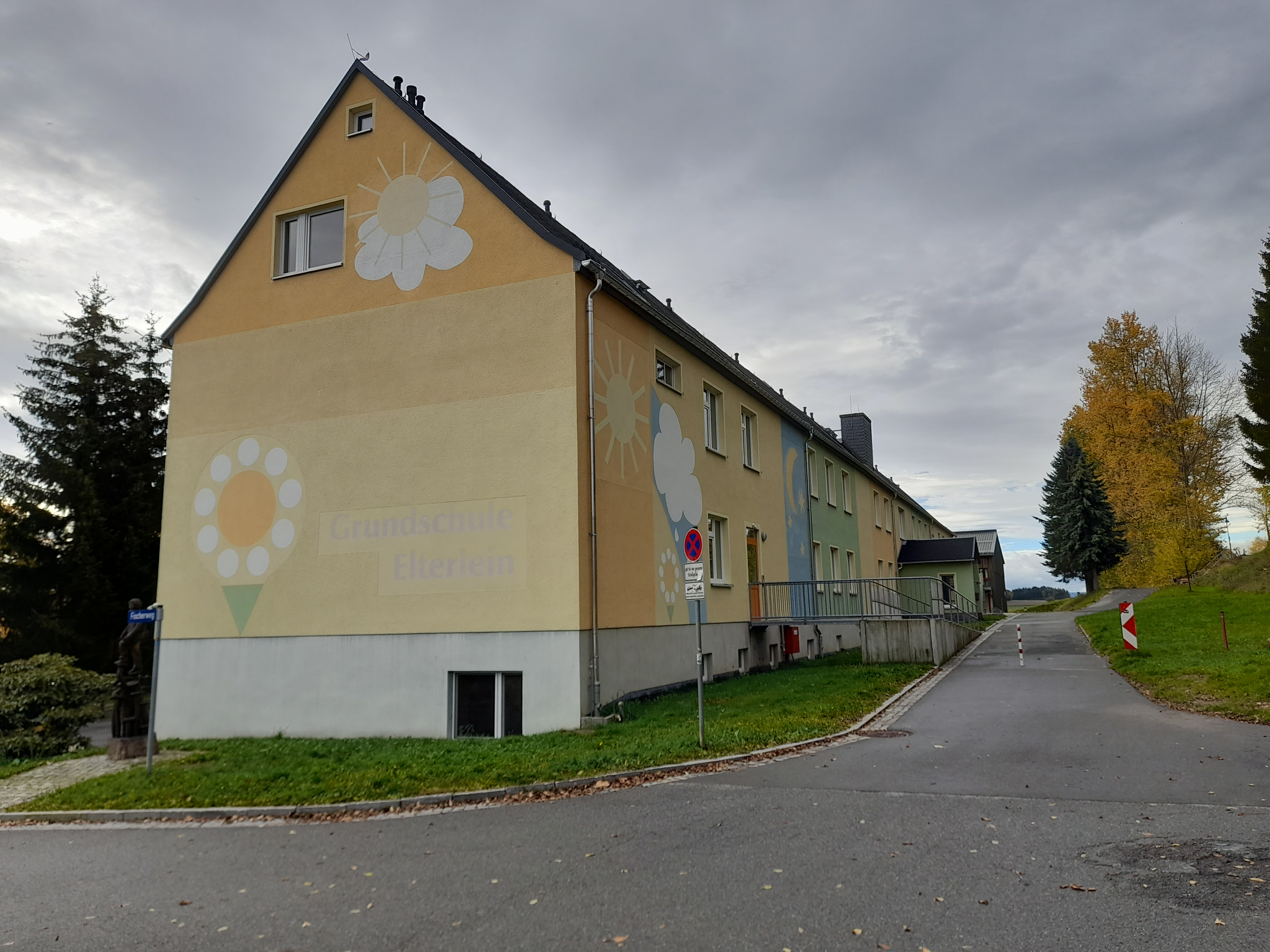
Grundschule Elterlein

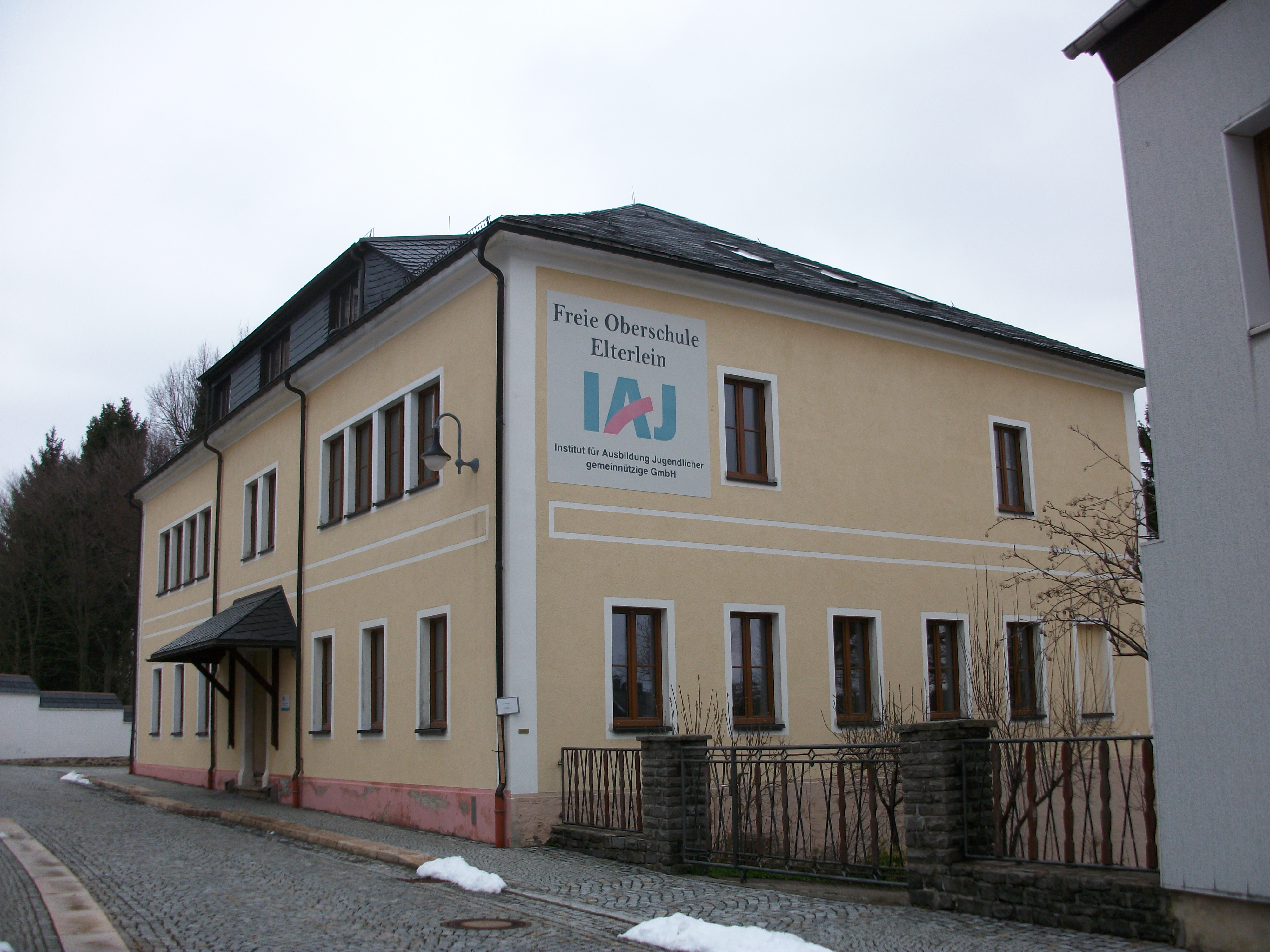
Freie Oberschule Elterlein vor dem Umzug nach Geyer

Elterlein besitzt eine Grundschule. Die Freie Oberschule zog mit dem Beginn des Schuljahres 2022/2023 in einen Neubau nach Geyer um.

## Kultur und Sehenswürdigkeiten
- siehe auch: Liste der Kulturdenkmale in Elterlein

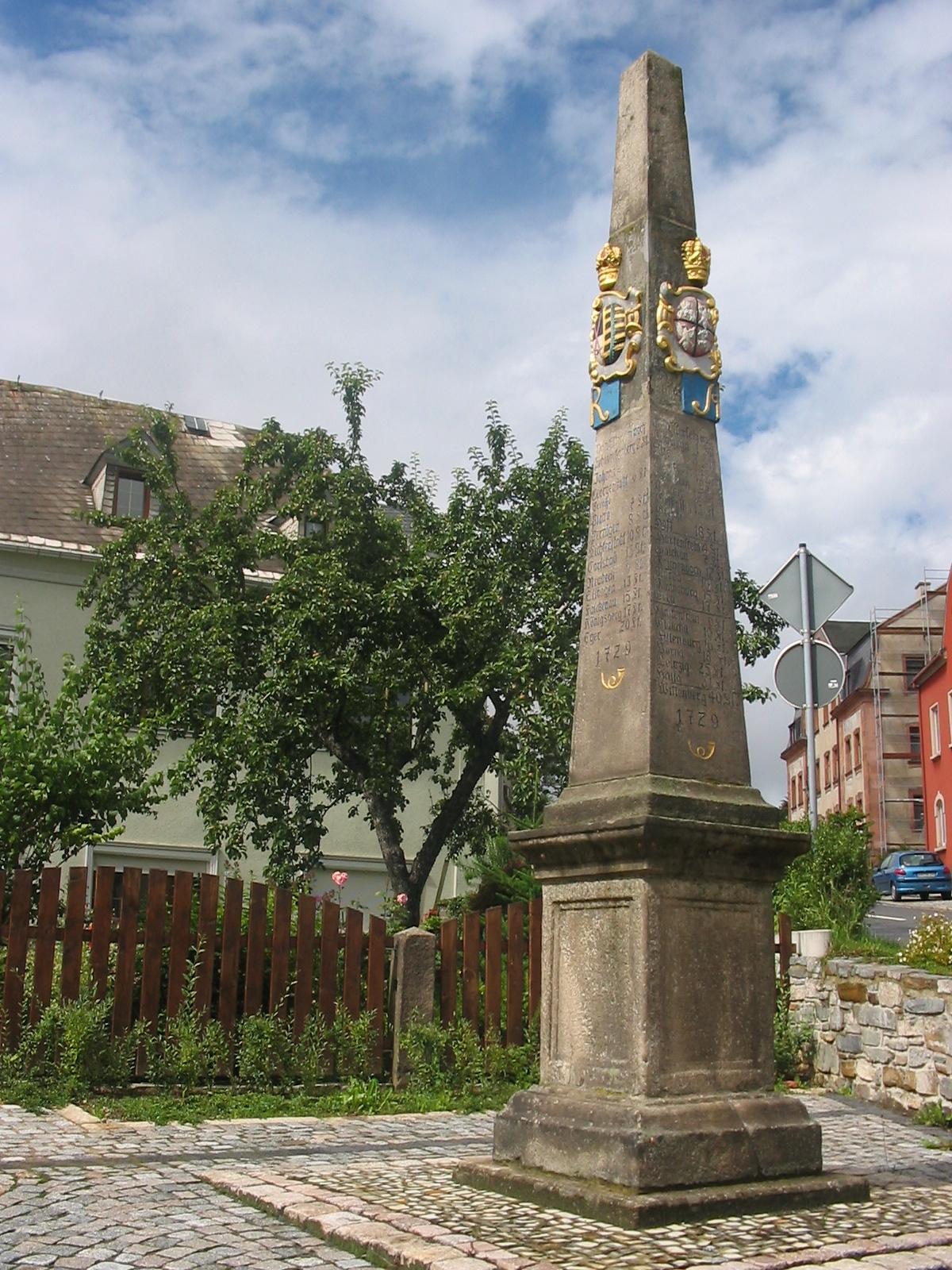
Kursächsische Postmeilensäule

### Bauwerke / Ausflugsziele / Erholung
- St.-Laurentius-Kirche Elterlein (Grundsteinlegung 1481; Grundsteinlegung des neuen Turmes 1889)
- St.-Michaelis-Kirche Hermannsdorf (erbaut 1611) mit Pollerorgel
- Fachwerkhäuser im oberen Ortsteil von Hermannsdorf
- Kursächsische Postdistanzsäule von 1729 in Elterlein (Originalstandort: Marktplatz)
- Barbara-Uthmann-Denkmal in Elterlein
- Dorfkirche Schwarzbach
- Schatzenstein (763 m) und Gansberg (654 m)
- Naturschutzgebiet Hermannsdorfer Wiesen und „Schwarzer Teich“
- Hermannsburg (Sachsen) im Ortsteil Hermannsdorf. Geringe Reste.
- Osterbrunnen und Osterkrone am Elterleiner Markt (in der Osterzeit)

### Regelmäßige Veranstaltungen
- Dengelfest im Ortsteil Schwarzbach (im Juni)
- Sternwanderung zum Schatzenstein (erster Samstag im Oktober)
- Kirchweihfest in Elterlein (zweiter Sonntag im September)
- Weihnachtsmarkt in Elterlein (1. Advent)
- Turmblasen vom Turm der St.-Laurentius-Kirche Elterlein (an jedem Adventssonntag)

### Naturschutz
- Siehe auch: Liste der Naturdenkmale in Elterlein

### Freizeit
- Wandern
- Reiten
- Bowling
- Schlittenhunde

## Wirtschaft und Infrastruktur

### Wirtschaft
An die Tradition des schon früh existierenden verarbeitenden Gewerbes anknüpfend ist Elterlein heute, gemessen an den hier insgesamt 1471 sozialversicherungspflichtig beschäftigten Arbeitnehmern (Stand 30. Juni 2007) und am Gesamt- sowie Auslandsumsatz, einer der regional bedeutsamsten Industriestandorte mit der Automobilzulieferindustrie als größtem Arbeitgeber. Bedeutende ansässige Unternehmen sind unter anderen: Linnemann-Schnetzer Sachsen GmbH, Max Bögl Bauunternehmung GmbH & Co. KG und Joyson Safety Systems (Nachfolger der Takata-Petri (Sachsen) GmbH). In Elterlein befindet sich auch ein Transportbetonwerk der Märker-Gruppe.

### Verkehr

#### Straßenverkehr
Elterlein liegt an einem Autobahnzubringer für das Obere Erzgebirge, der Staatsstraße 258. Sie bietet eine direkte und schnelle Verbindung zwischen der A 72 (AS Stollberg-West) und der B 101 (bei Scheibenberg).

#### Bahnverkehr

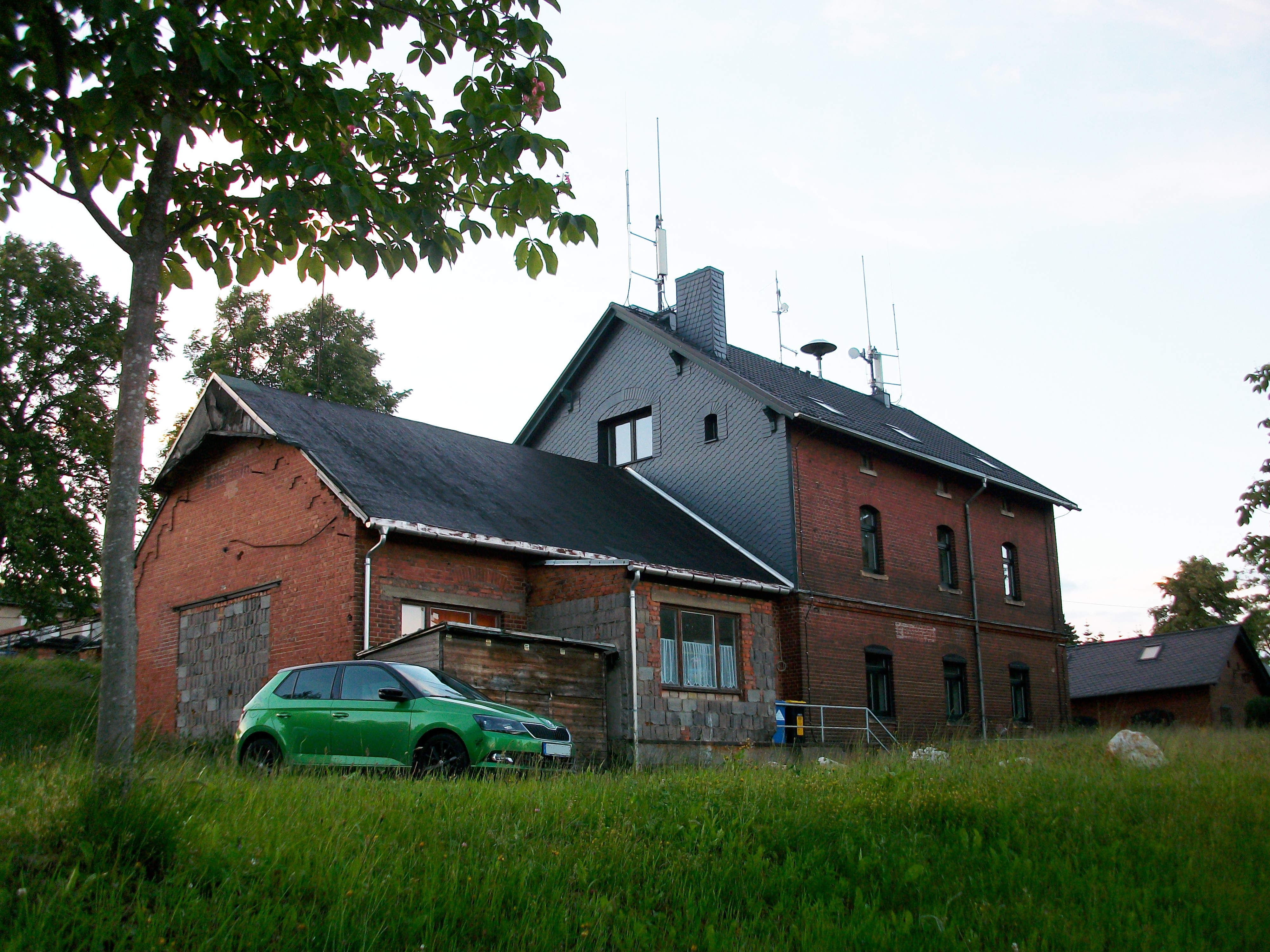
Bahnhof Elterlein, Gleisseite (2016)

Mit der Bahnstrecke Zwönitz–Scheibenberg hatte die Stadt ab 1900 auch einen Bahnanschluss. Nach dem teilweisen Rückbau der Strecke im Jahr 1947 als Reparationsleistung an die Sowjetunion, wurde 1966 der Eisenbahnverkehr endgültig wieder eingestellt und die noch verbliebene Reststrecke zwischen Elterlein und Scheibenberg ebenfalls zurückgebaut.

## Persönlichkeiten

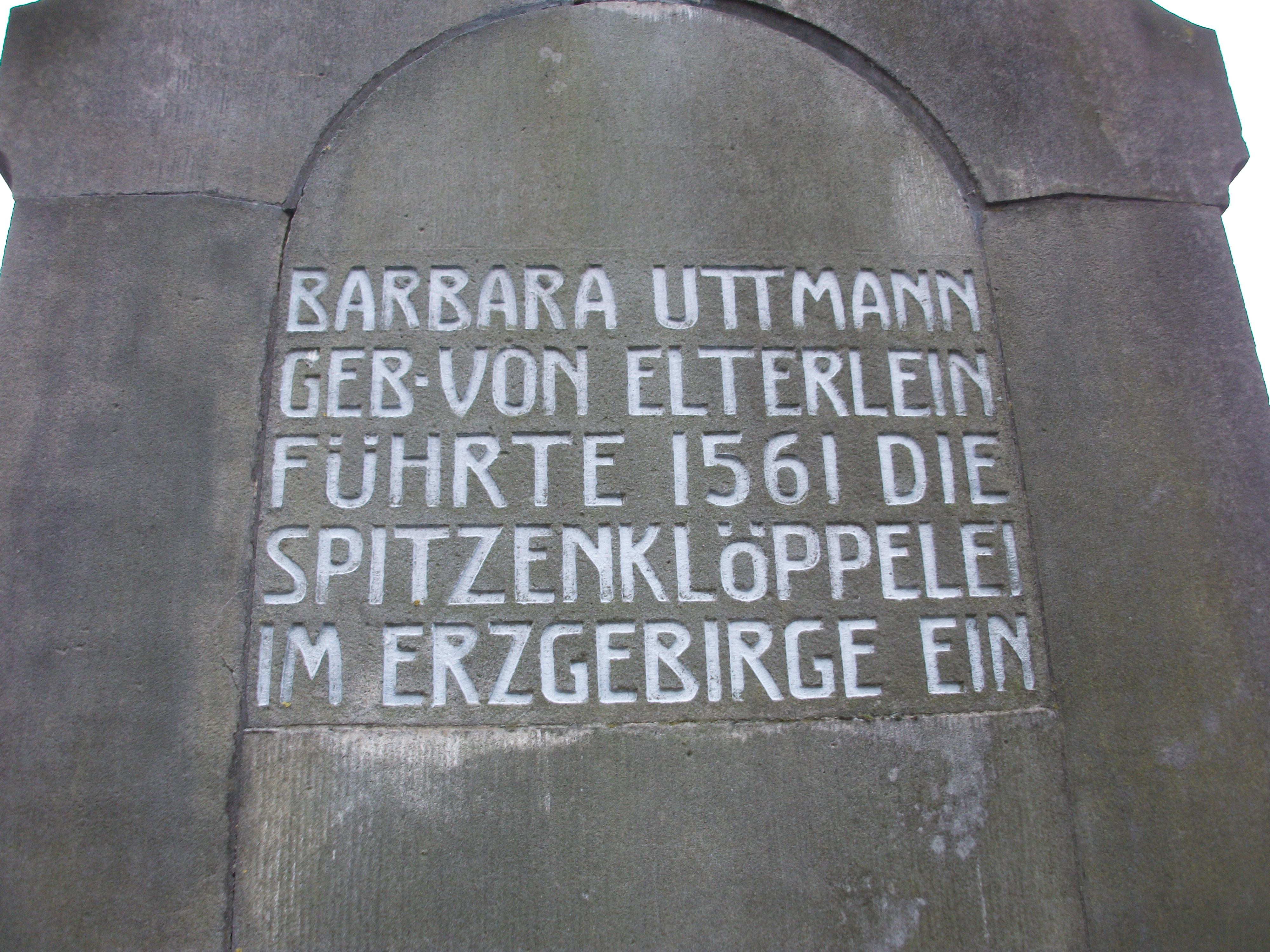
Barbara-Uttmann-Brunnen (Elterlein), Rückseite

### Söhne und Töchter der Stadt
- Wolf Hünerkopf (um 1494–1566), Münzmeister, Bergmeister und Gutsbesitzer
- Wolfgang Uhle (1512–1594), bekannt als Pestpfarrer von Annaberg
- Christian Gotthold Hoffmann (1713–1784), wichtige Persönlichkeit im Rétablissement (Kursachsen)
- Gotthold Schramm (1932–2018), Oberst der DDR-Staatssicherheit
- Manfred Günther (1942–2005), Automobilrennfahrer
- Karl Weinhold (1946–2018), Politiker (CDU), MdL, Bürgermeister von Elterlein (1990–2009)

### Personen, die mit Elterlein in Verbindung stehen
- Christian Lehmann (1611–1688), Kindheit und erste Anstellung als Hilfsgeistlicher in Elterlein, einer der bedeutendsten Altchronisten des Erzgebirges
- Johannes Oertel (1840–1916), Bürgermeister von Elterlein, Besitzer des Hammerguts Tännicht
- Max Schreyer (1845–1922), Förster und Dichter des Liedes Dar Vuglbärbaam, wirkte als Oberförster zwischen 1887 und 1893 im Staatsforstrevier Grünhain, zu dem der Schatzenstein gehörte
- Gerhard Rothbauer (1921–2005), deutscher Germanist und Schriftsteller, wurde auf dem Friedhof in Elterlein begraben.